# Willem Buytewech
Willem Pieterszoon Buytewech (Rotterdam, 1591 – Rotterdam, 23 settembre 1624) è stato un pittore, incisore e disegnatore olandese,  del secolo d'oro.

## Biografia

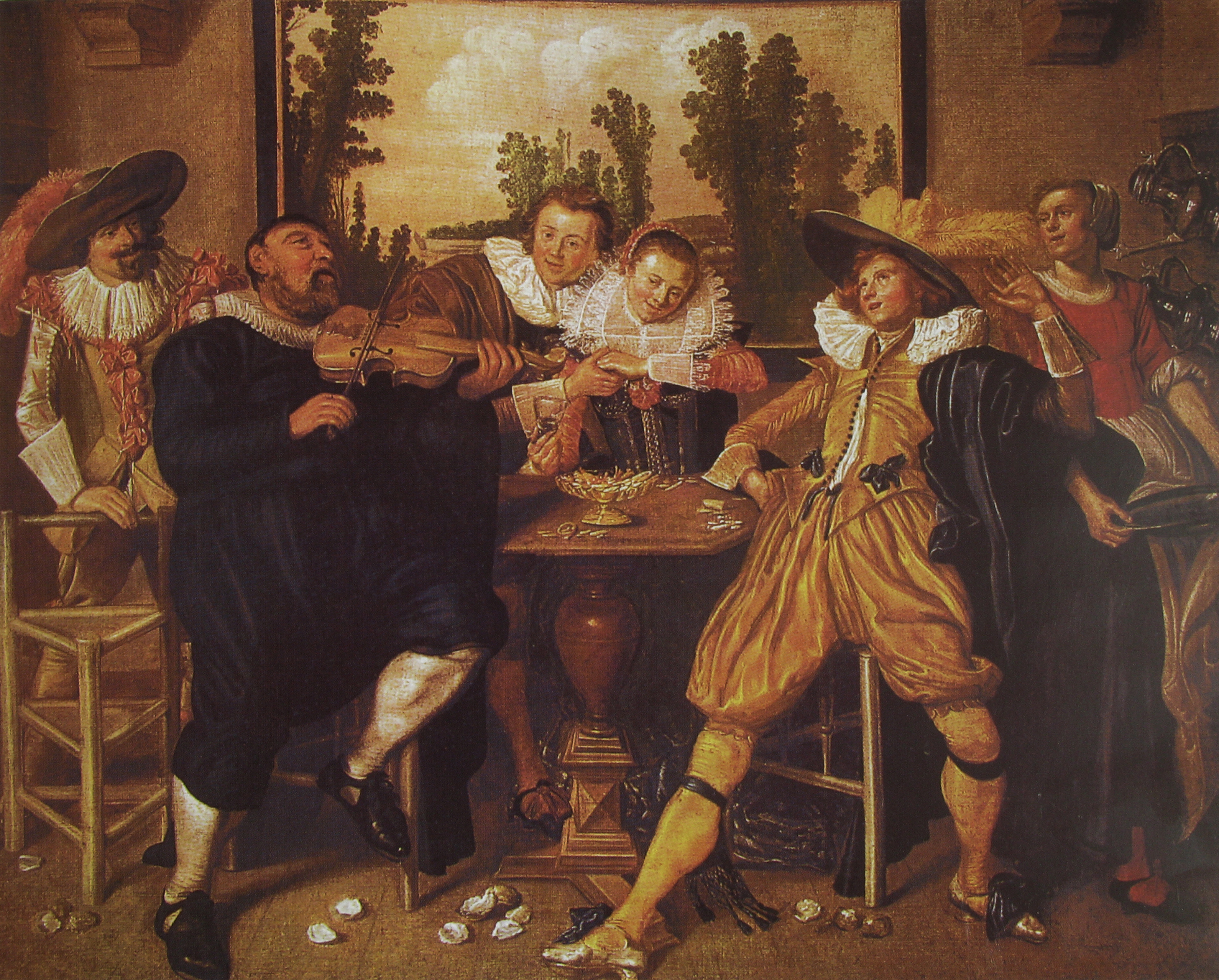
Allegra compagnia (1620 c.)

Soprannominato Geestige Willem (l'arguto Willem), fu attivo sia a Rotterdam che a Haarlem, sulla cui pittura ebbe un'importante influenza.
Nel 1612 entrò a far parte della Corporazione di San Luca di questa città, alla quale appartenevano anche Hercules Seghers ed Esaias van de Velde.
Si può perciò considerare appartenente, da un punto di vista stilistico, alla giovane generazione di pittori che operava a Haarlem all'inizio del XVII secolo.
Durante la sua breve carriera artistica, contribuì in modo originale allo sviluppo di una nuova visione della realtà e della natura nell'arte olandese, pur non avendo prodotto che un numero limitato di dipinti.

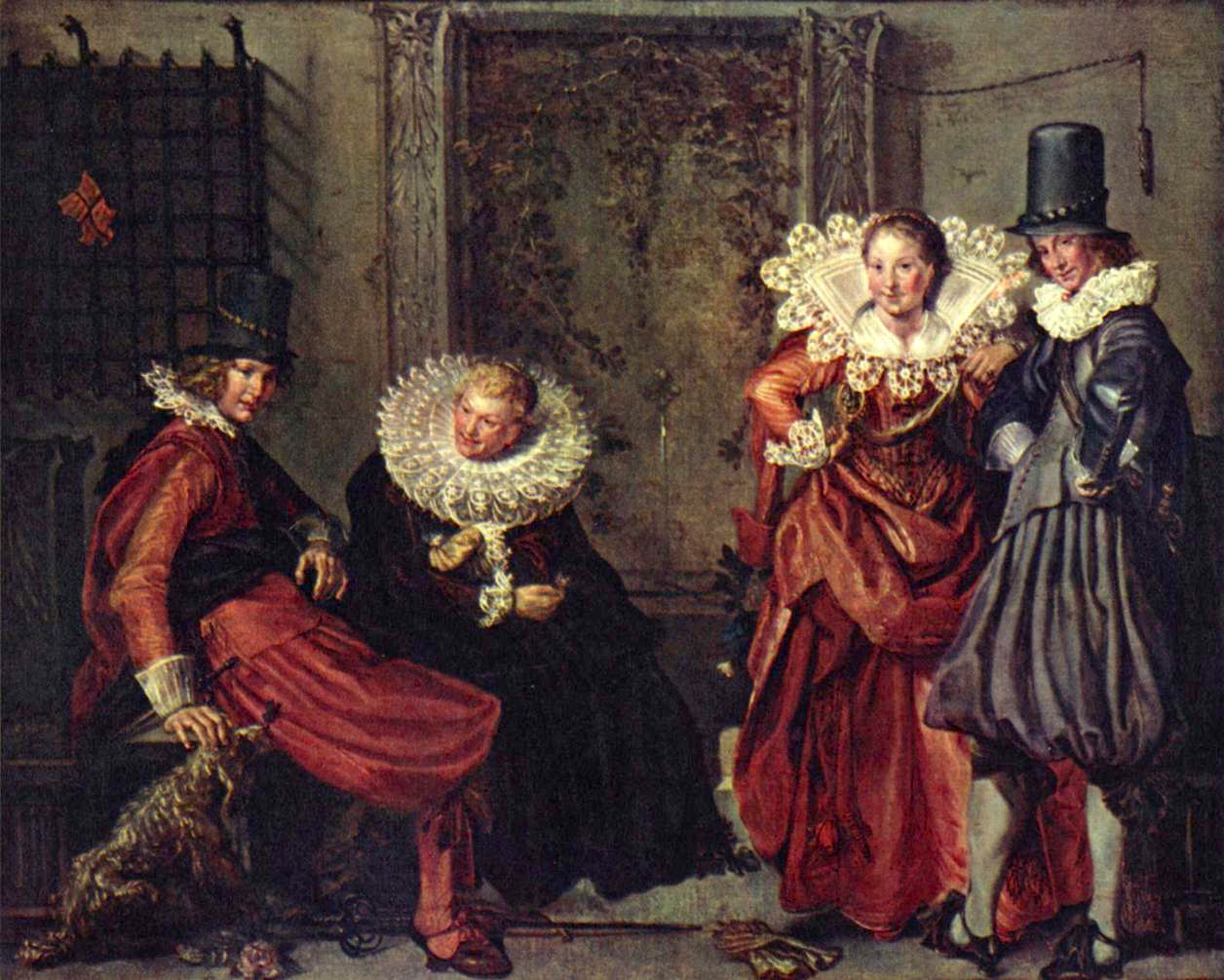
Corteggiamento gentile (1616-1620 c.)

Fu, infatti, tra i primi a rappresentare interni con allegre compagnie (conversation piece), ritraendo dandy, signore affascinati, energiche donzelle in primo piano, con un realismo dettagliato e colori brillanti quasi come se la scena dipinta si svolgesse all'esterno.
Inoltre, fu protagonista dello sviluppo di un nuovo modo, più naturalistico di rappresentazione del paesaggio olandese, assieme ad Esaias van de Velde e a suo cugino Jan van de Velde II.
È noto soprattutto per i suoi disegni ed incisioni rappresentanti un'ampia gamma di temi, tra cui paesaggi, soggetti di genere, motivi religiosi ed allegorici sotto forma di scene di vita quotidiana, illustrazioni di libri.
Collaborò con Frans Hals: alcuni lavori furono prodotti a due mani, entrambi i pittori utilizzavano gli stessi modelli e Buytewech copiò persino alcuni lavori di Hals. Fu suo allievo Hendrick Sorgh.
Le sue opere furono riprodotte per incisione da Aegidius van Scheyndel, Jan van de Velde II e Claes Jansz Visscher.
Anche il figlio Willem (1625-1670) fu pittore, ma di lui non restano che poche opere, tra le quali un paesaggio, conservato alla National Gallery di Londra.
Tutti i dipinti, attualmente considerati opere di Buytewech, furono attribuiti all'inizio del XX secolo a Frans o Dirck Hals. Ma la somiglianza con i disegni e le stampe sopravvissute di quest'artista, portarono alla loro riattribuzione.

## Opere

### Dipinti
- Banchetto all'aria aperta, olio su tela, 71 x 94 cm, Staatliche Museen, Berlino, 1615 c.[5]
- Allegra compagnia, olio su tela, 52 × 62 cm, Museo Bredius, L'Aia, 1615[6]
- Allegra compagnia, olio su tela, 72,6 × 65,4 cm, Magyar Szépmüvészeti Múzeum, Budapest, 1615 o 1620-1622[7]
- Corteggiamento gentile, olio su tela, 56,3 × 70,5 cm, Rijksmuseum, Amsterdam, 1618[2][8]
- Allegra compagnia, olio su tela, 49,3 × 68 cm, Museo Boijmans Van Beuningen, Rotterdam, 1617-1620[9]
- Allegra compagnia, olio su tela, Staatliche Museen, Berlino, 1620 c.[10]

### Disegni
- Mercato del pesce in una città olandese con un ponte e case sullo sfondo, penna e matita e inchiostro con acquerello, 12,7 x 19,1 cm[11]
- Un cuoco ed un pescatore di fianco a trionfi di pollame e verdure, studio per un frontespizio, penna e matita e inchiostro con acquerello, 12,4 x 19,1 cm, firmato ed inscritto, 1621[12]
- Mercato del pollame in una città olandese, con una chiesa sullo sfondo, penna e matita e inchiostro con acquerello, 12,7 x 19,1 cm[13]

### Incisioni
- Nobiluomo italiano, parte di una serie di 7 incisioni raffiguranti i vari stili nella moda dell'eopca, 19,5 x 7,5 cm, Rijksmuseum, Amsterdam, 1615 c.[14]
- Resti della Kleef House, parte di una serie di 9 incisioni denominata Vari paesaggi, 8,7 x 12,5 cm, Rijksmuseum, Amsterdam, 1616 c.[15]
- Alberi spogli, parte di una serie di 9 incisioni denominata Vari paesaggi, 8,8 x 12,4 cm, Rijksmuseum, Amsterdam, 1616 c.[16]